# Fôrma de Cury

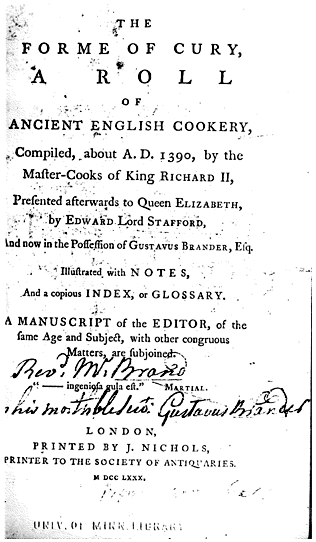
Página de A Fôrma de Cury

Fôrma de Cury (assim denominado por Samuel Pegge) é um registro de culinária escrito pelo Cozinheiro mestre do rei Ricardo II de Inglaterra. Esse nome desde então entrou em uso para quase todas as versões do manuscrito original. É com certeza o mais conhecido guia de culinária medieval.
O rol foi escrito em inglês médio em papel pergaminho e detalha cerca de 205 receitas (embora o número exato de receitas tenha uma pequena variação entre as diferentes versões.